# 林鄭月娥
林鄭月娥，大紫荊勳賢，GBS，JP（1957年5月13日—），第五任香港特別行政區行政長官。她取得香港大學社會科學學士學位後，於1980年加入港英政府成為政務主任，在不同部門工作。香港回歸後，她曾出任發展局局長及政务司司长等多個主要官員職務。2017年參加行政長官選舉，以777票當選並成為香港首位女性行政長官。
在行政長官任內，她因推行修訂《逃犯條例》草案引發香港修例風波，加上支持全國人大常委會在港推行《港區國安法》，引致美國政府施加一系列的制裁，成為歷史上首位被外國政府制裁的香港官員。

## 生平
林鄭月娥出生於香港島灣仔駱克道229號，她來自基層家庭，父母分別是上海移民和香港人，未曾接受教育，她在家中排行第四，有兩個姐姐、一個哥哥和一個弟弟。小一至中七在嘉諾撒聖方濟各書院就讀。她在灣仔的板間房長大，曾把碌架床上層用作書桌做功課，生活條件不好。後來，隨著姐姐、哥哥出來工作，家裡環境改善，於1978年在南豐新邨一筆過買了一個600多呎的三房單位。
就讀香港大學期間，鄭月娥曾以清華大學交流團副團長赴北京交流，得到前清華大學黨委書記、時任中國社會科學院領導袁永熙的接待。
林鄭月娥在2017年參加行政長官選舉。她在競選時指出其母親的堅毅是她的學習榜樣。其母親除了照顧一家七口的起居飲食，還要照顧中風的祖母，後來又要照顧體弱多病的外祖母及中風的父親，辛勞得很，但無怨言。她的父親耐性不好，祖母不好相處，有時還要聽親戚們的訴苦，母親也是堅強地默默承受。
在學時期，鄭月娥是品學兼優的模範生，曾在校擔任總領袖生。她學業表面佳，幾乎每次考試均取得第一名。她曾因一次「失手」取得第四名而痛哭。中學時期參加學校組織的義工，探訪老人院、孤兒院及盲童院等。她的中學同學孫慧筠說：「我認識的Carrie外冷內熱，她不大擅於交際，凡事直話直說，倒是個願意做事的人，不管你找她幫甚麼忙，只要不違反她的做人原則，她都會盡力幫你；而且她也是玩得之人，不是只懂埋首書堆。」
林鄭月娥曾在電台節目透露當年香港中學會考成績為3A5B1D，其中物理取得D級成績。她在預科選讀文科，及後考進香港大學社會科學學院，成為家中第一個大學生。她曾說過原本想入讀社工，但後來選擇進修社會科學，於1980年取得社會科學學士學位。於1982年在劍橋大學獲颁发本科畢業文憑(undergraduate advanced diploma)，与学士学位同样是英国资历架构FHEQ级别6的课程，相当于学士的最后一年。

## 家庭生活
1981年，時任政務主任的鄭月娥在港英政府選推薦在劍橋大學進修期間，曾因騎單車發生意外，被送入醫院後，更登上當地的翌日報章新聞。於同校修讀數學的林兆波看到報道後，聯同幾位香港學生來探望，因此認識其現任丈夫林兆波。林兆波其後在劍橋取得博士，並回到香港中文大學擔任數學系副教授。
1984年，鄭月娥與林兆波兩人在香港結婚，婚後育有兩子：林節思、林約希（Josh Lam），一家人均持有英國國籍，直至林鄭月娥則於2007年因擔任發展局局長，而放棄個人的英國國籍。而其丈夫林兆波及兩子，三人均繼續持有英國國籍。
2003年，署任房屋及規劃地政局常任秘書長（規劃及地政）期間；在半年內申請調任香港駐倫敦經濟貿易辦事處處長。其申請調職的原因是為照顧幼子林約希。林兆波也放棄了教職，一同遠赴英國。
2011及2012年，林约希兩度參加國際數學奧林匹克（IMO）比賽，並代表英國隊贏得榮譽獎及銀獎。
2012年初，林鄭月娥在英國一小鎮置業，原定計劃於其發展局局長任期完結後，與丈夫和兩名兒子在當地生活。林鄭接受商台專訪時表示近年最開心的日子是在英國的時候。林鄭最終在丈夫游說及支持下，改變初衷，留在香港出任政務司司長，並向其夫承諾不會參選特首，「不會轉變了，林先生都唔放過我。」

2017年林鄭月娥改口參選行政長官後，稱丈夫對其參選從無抱怨，但林生犧牲好大，她指因2012年本準備「回英國」短住享受二人世界，但計劃告吹，同一計劃在5年後再次被打亂。
林兆波曾移居北京，在首都師範大學教授短期數學課程，惟隨着太太林鄭月娥出任香港行政長官，他亦一同於2017年遷入香港禮賓府居住。長子林節思2016年4月加入中國大陸手機公司小米科技，出任營運經理，同樣在北京工作。曾經就讀香港華仁書院、查特豪斯公學，2013年畢業於劍橋大學莫德林學院數學系。次子林約希劍橋大學數學系畢業後攻讀哈佛大學數學博士。

## 公職生涯
1980年8月，加入港英政府成為政務主任（AO），最初在西貢區政務處做助理專員。1981至1982年获政府保送前往英国剑桥大学学习发展研究的一年文凭课程并在1988年获得福布莱特奖学金，在英国期间结识丈夫林兆波。及後她於多個部門工作，在担任助理保安司期间曾负责就香港主权移交后香港永久居民以及英国海外国民问题参与与北京政府的谈判。其後出任首席助理衞生福利司（1989至1991年）、衞生署助理署長（1991至1993年）及首席助理庫務司（1993至1996年）。1996年出任副庫務司，負責在每年的簡報會向傳媒解釋財政預算案。1997年香港主权移交後，林鄭月娥續任庫務局副局長（職位等同高官問責制2002年實施後的副秘書長），並於1999年1月晉升為首長級乙一級政務官（D4薪級）。
其後在2000年8月出任社會福利署署長，任內推行社福機構一筆過撥款（Lump Sum Grant），取代實報實銷制，減低社工薪酬支出；曾經因應經濟衰退及通縮而調低《綜合社會保障援助計劃》援助金額，期間在2001年1月晉升至首長級甲級政務官。2003年11月任房屋及規劃地政局常任秘書長（規劃及地政），在中環填海訴訟時，透過街頭派小冊子爭取民意。2004年9月，她主动申请調任香港駐倫敦經濟貿易辦事處處長，以陪伴在英国读书的次子林約希。
曾蔭權就任行政長官後，林鄭月娥被調回香港，於2006年3月起出任民政事務局常任秘書長，2006年9月晉升為最高的首長級甲一級政務官（D8薪級）。2007年7月，她由公務員轉為問責官員，出任香港特別行政區政府新成立的發展局局長，任內處理了多宗爭議事件，包括重置皇后碼頭、馬頭圍道唐樓倒塌事件及市區重建、及處理新界村屋僭建事件等，其中於2007年親自到中環皇后碼頭與本土行動成員面對面討論保育的問題。
2012年6月12日，林鄭指出新界原居民之丁權，不能無限期維持下去，建議2047年後停止丁屋政策，以2029年為劃界線，之後出生之新界男丁不再享有丁權。
2012年6月28日，根據第四任香港特別行政區行政長官梁振英的提名，林鄭月娥獲得国务院任命為香港特別行政區政府第六任政務司司長，於2012年7月1日就任。
2012年9月27日，林鄭在一午餐會指，擔心若果公職人員不懂應付申訴專員公署、廉政公署等監察壓力，政府行政能力將受阻礙。

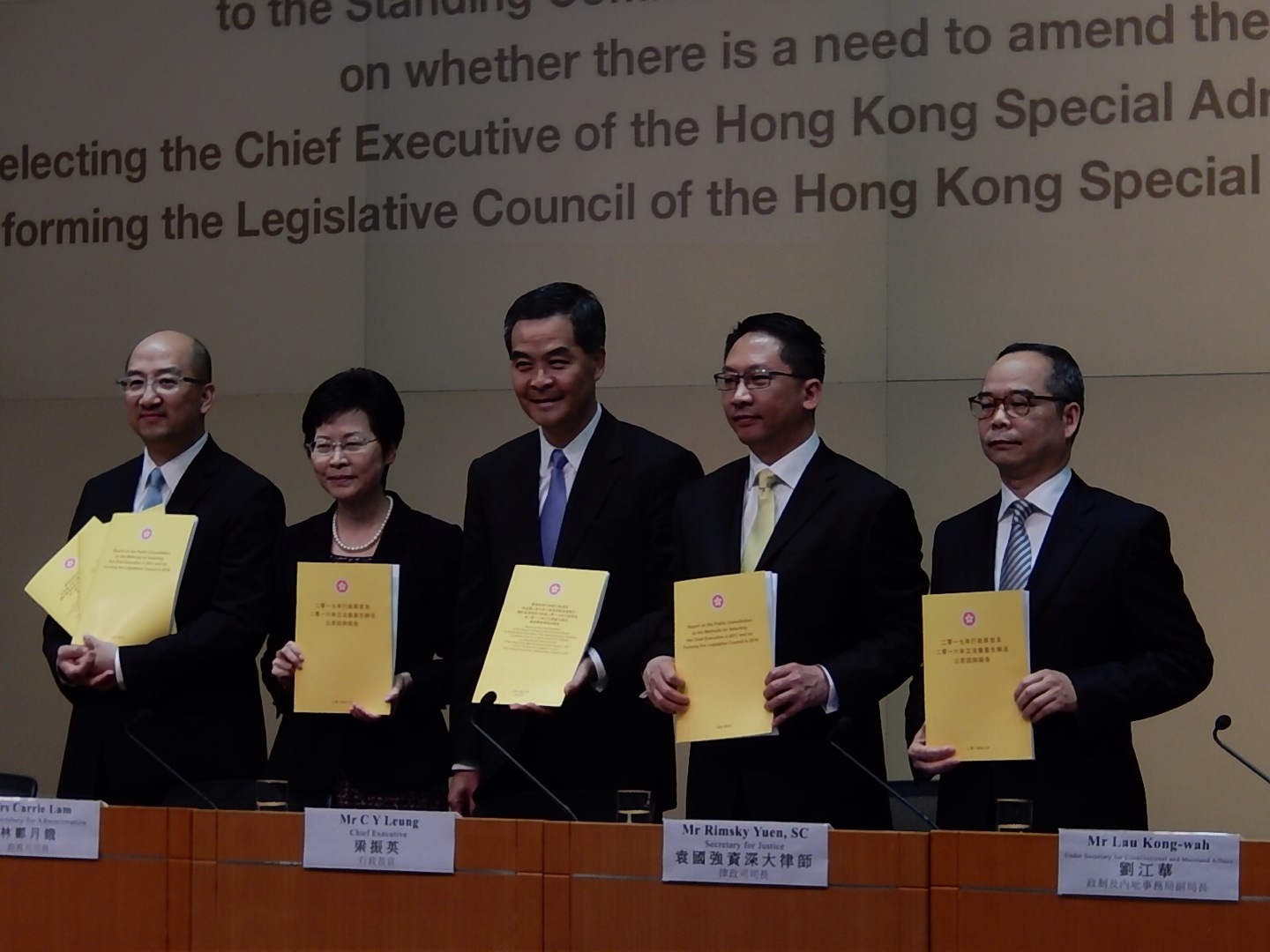
譚志源、林鄭月娥、梁振英、袁國強、劉江華於2014年佔領中環運動及雨傘革命前的7月談政改

2014年起代表香港特別行政區政府進行政改諮詢，並與律政司司長袁國強、政制及內地事務局局長譚志源合稱「政改三人組」。
在2016年7月1日，時為政務司司長林鄭月娥獲特區政府頒授最高榮譽的大紫荊勳章，政府表揚她盡心竭力為香港服務35年，表現卓越，尤其於出任政務司長期間，成績斐然。政府又稱，林鄭月娥協助行政長官施政，在協調政策上擔任重要角色，帶領政府克服各種挑戰。

### 往績及曾處理的事件
發展局局長時期（2007年7月1日至2012年6月30日，曾蔭權政府）：
- 保留皇后碼頭事件[55]
- 市區重建策略檢討[56]
- 啟德發展計劃
- 西九文娛藝術區
- 活化工廈計劃
- 馬頭圍道唐樓倒塌事件[57]
- 唐英年大宅僭建風波
- 新界村屋僭建事件
- 景賢里、何東花園保育

政务司司長時期（2012年7月1日至2017年1月16日，梁振英政府）：
- 麥齊光涉貪案
- 反國民教育科事件 - 教育局决定推出德育及国民教育科，不少小學家长担心孩子会被该科“洗脑”。而林郑月娥表示，国民教育绝不是洗脑教育，课程指引重视学生独立思考能力。[58]
- 南丫島撞船事故
- 2013年中国大陆雅安地震中香港納稅人捐款1億港元的事件
- 2016年立法會產生辦法和2017年行政長官產生辦法諮詢（政改諮詢），期間2014年發生雨傘革命，代表政府與學聯及學民思潮的學生運動領袖進行對話。[59]2015年6月18日，政改方案因建制派在投票前離場，被大比數否決。[60]
- 「要有光」之深井「光屋」
- 香港故宮文化博物館：2016年12月23日，林鄭月娥表示与中国內地達成協议落實在香港西九文化區興建故宮文化博物館。但该事项並未經過公眾諮詢，亦未經招標委任嚴迅奇為前期估價顧問[61]、設計顧問及項目建築師而引起争议。[62]林郑表示「邀請嚴迅奇先生參與這個項目，是我的判斷，是我的決定」。[63]

### 不同意基本法107條
2016年8月12日，時任政務司長林郑月娥表示不同意香港基本法107條，即「香港公共財政以量入為出為原則」。林鄭辯稱當時是以代入感覺來講，並不代表不支持任何條文。此事2018年又被公民黨議員譚文豪翻舊賬，質疑提倡修改宪法是否為不擁護基本法及違背基本法。

## 參選行政長官
2016年，林鄭月娥曾多次在公開場合表示，自己無意參選行政長官及計劃完成政務司司長五年任期後便退休，但隨著12月9日時任行政長官梁振英宣佈不競逐連任，林鄭月娥表示「不能不重新考慮」是否參選。
2017年1月12日，林鄭月娥正式向梁振英請辭，並在辭職信裏表明「唯一原因是準備參選」。1月16日獲得國務院的批准（同日國務院亦批准曾俊華的請辭），並於當日正式宣佈參加行政長官選舉，她希望能按照梁振英的「施政理念」，延續梁振英政府的部分政策。
2017年2月3日，林鄭月娥在灣仔香港會議展覽中心舉行競選特首分享大會，她在一班年輕人陪同下進場，期間右鞋鬆脫。
2017年2月14日情人節，林鄭Facebook競選專頁，上載了林鄭月娥丈夫林兆波的一封情信，林兆波在信中鼓勵林鄭月娥，稱希望她能當選特首，「為香港市民努力工作，為落實『一國兩制』作出貢獻。」引起網民熱烈討論。
同日，前香港行政長官曾蔭權罪成還押。在其任內擔任發展局長的林鄭月娥以前政務司司長及行政長官參選人的身份為其寫求情信。
林鄭在政綱提出研究成立「宗教事務小組」，被天主教香港教區批評會有損宗教自由，其後表明無此計劃，亦無意制定官方的宗教政策。
2017年3月23日，長洲居民郭卓堅入稟司法覆核，指控林郑月娥於2004年至2006年以英國國民的身分在英國居住，違反《行政長官選舉條例》第13條中候選人需連續居港20年的條款。

### 被指钦定行政长官人选
2017年1月，林鄭月娥與傳媒高層交流時聲稱，今次選舉最壞情況是選出中央不能任命的人選，聲言參選是要防止出現憲制危機，被指針對另外3位已宣佈參選行政長官的對手。參選人之一的退休法官胡國興隨即指言論可能抵觸法例，有違公平選舉原則，期望與她閉門交流的人士拿出更多實質證據去證明。1月25日，新民主同盟范國威向香港廉政公署舉報，質疑林鄭的言論違反《選舉（舞弊及非法行為）條例》，廉署僅隔一個工作天即邀范錄取口供，較其以往舉報後一至兩個星期才取口供為快。同年2月，董建華在團結香港基金會議上亦有類似講法。
2017年2月，中共中央政治局常委、全國人大常委會委員長張德江和中共中央政治局委員、中共中央統戰部部長孫春蘭等中央港澳工作協調小組領導人，在深圳市與五大商會及多個建制派政黨負責人會面，傳達林鄭月娥是以總書記習近平為首的中共中央政治局「唯一」支持的下屆特首候選人。何柱國稱中共派出最高層領導人代表中共政治局傳話是要為總書記習近平支持另一位參選人曾俊華的傳言「闢謠」。

### 白色恐怖論及辭職論
在香港教育專業人員協會主辦的選舉論壇，林鄭月娥指自己及支持她的演員蕭芳芳受網絡暴力，認為她自己是「白色恐怖」受害者。其後被質疑她並不理解何謂「白色恐怖」。
在七間電台及電視台聯辦的選舉論壇，林郑月娥指：「如果香港人的主流意見令到我無辦法再擔任行政長官，我係會辭職。」（如果香港人的主流意見認為我無辦法繼續擔任行政長官，我是會辭職。）曾俊華隨即問民調反對者較多的林郑會否棄選。

### 粗疏事件
2017年1月辭職參選行政長官後，是林鄭月娥36年來首次沒有擔任公職，要重新適應做平民百姓。1月16日，林鄭月娥在宣佈參選後趕往出席歌唱家費明儀喪禮，下車時卻發現去錯位於北角的香港殯儀館，返回座駕時一臉尷尬（費是於九龍紅磡世界殯儀館出殯）。
1月20日，林鄭應南區區議員邀請，訪問鴨脷洲並乘搭剛通車不久的港鐵南港島綫，卻錯指利東站為黃竹坑站，於金鐘站出閘時被發現不懂用八達通卡过閘機，需旁人提醒前進。
1月21日，她因遷居會景閣，午夜發現沒有廁紙，無法入住，於是去便利店卻發現原來沒有廁紙售賣，其後搭的士返回政務司官邸。會景閣管理處則表示，全日24小時有廁紙供租戶索取。林鄭此舉被指與普羅大眾的認知脫節，並被譏為「堅離地」（與現實世界真是脫節）。事件亦被國際傳媒報道，演變成「廁紙門」並成為國際笑話。
1月27日下午，林鄭月娥先後到西貢及沙田與市民交流，經過排頭村向一名由湖南來港兩日行乞的婆婆，給予500港元。婆婆自稱其他人帶她到香港兩天，她感到不快樂。根據香港法例，向人行乞討錢屬違法行為，而該名婆婆亦可能違反逗留條件。當記者詢問政務司長張建宗，有關給錢乞丐是否犯法，張說要視乎情況，如果出於愛心善心，並非鼓勵他人行乞，大家不要執著看待事件。有人聞訊至林鄭居所外行乞。
1月29日，林鄭回應被指脫節，形容自己個性率直低調，只想著工作和幫人，少花時間塑造個人形象，面對他人的批評，要多點敏感。她亦指一般人認為她工作時英明神武，是由於她多年來均將精力放在公事上，而且參選特首是很突然的決定，籌備工作仓促，希望大家諒解她在私事上都比較粗疏，這亦是她真性情的表露。但這些舉動令大部分市民認為她對社會現況毫不了解，對她能否管理香港存有疑慮。

## 行政长官
2017年3月31日，中华人民共和国国务院总理李克強簽署国务院令，正式任命林郑月娥為香港第五任行政长官，林郑月娥于同年4月11日在北京中南海會見李克強，并在其手上接過任命狀，林郑月娥於2017年7月1日正式就任，並推出Facebook專頁及Instagram帳戶，希望加強與市民的聯繫和溝通。

### 反修例運動前 （2019年5月前）

#### 学术兼职
依据香港习惯法，主权移交前由香港总督兼任公立大学及学院校监，主权移交后由香港特别行政区行政长官兼任公立大学及学院校监。
2017年7月1日起，林郑月娥担任九所法定大学（香港大学、香港中文大学、香港科技大学、香港理工大学、香港城市大学、香港浸会大学、香港都会大学、岭南大学、香港教育大学）、一所法定学院（香港演艺学院）校监。
2021年9月19日，行政长官出席香港都会大学，举办《都大讲堂》首场讲座并发言“虽然现在特区政府没有计划成立第三间医学院，但其实我们十分欠缺其他辅助医疗人才，无论是护士、物理治疗师、职业治疗师，以至在化验室的辅助员都是非常缺乏，所以我在此亦鼓励都会大学可以向这个方向发展，特区政府一定会全面配合”再次强调特区政府会鼓励、配合都大医疗及护理学科发展。

#### 港人首置上車盤
2017年9月，林鄭月娥推出「港人首置上車盤（港人首次置業先導計劃（"Starter Homes" Pilot Scheme for Hong Kong Residents））」的框架。同年10月發表的《施政報告》中透露，初步構思以地契條款，與發展商混合發展，對象是居滿7年、從未在港置業的人士，入息限額則為介乎居屋入息的上限的1至1.3倍之間。預計2018年底於觀塘安達臣道推行先導計劃，提供約1000個單位。轉讓年期限制則可能比居屋更緊。

#### 公共交通費用補貼計劃
2017年10月11日，林鄭月娥在《施政報告》公佈推出《免入息審查的公共交通費用補貼計劃》。計劃覆蓋港鐵、專營巴士、專線小巴、渡輪和電車，包括來往羅湖、落馬洲、深圳灣等過境路線。每一個月交通費超過400元，可以獲得餘額百分之二十五的補貼，最高補貼金額為300元。市民可到八達通服務站拍卡獲取回贈。
2017年12月12日，林鄭月娥宣布《免入息審查的公共交通費用補貼計劃》擴展至居民巴士、紅色小巴、街渡和員工巴士。
公共交通費用補貼計劃在2019年1月1日正式實行。

#### 公務員學院
2017年10月11日，林鄭月娥在《施政報告》表示，擬參考新加坡公共服務學院，在香港設立相同設施，為公務員提供更佳培訓，令他們與時並進，使各項政策和措施推行更暢順。
2018年10月10日，林鄭月娥在《施政報告》表示，公務員學院會在觀塘興建，預計在2026年落成。

#### 80萬公屋足夠論
2017年10月24日，林鄭月娥接受明報專訪，解釋其置業主導理念，並提出只要能保持單位流動，80萬出租公屋單位已足夠應付基層家庭需要，因此傾向將大部分新建公屋改以綠置居方式發售。言論引起爭議，公屋聯會對建議表示失望，認為其不符合長遠房屋策略督導委員會方針，亦擔心對公屋輪候冊上未能置業的市民不公；多個政黨亦於房屋事務委員會上質疑言論背後理據，擔心計劃會延長公屋輪候時間，並損害公屋申請人選擇新建單位的權利。林鄭月娥及後就言論引起不必要憂慮致歉，但重申言論並非為公屋數量封頂。

#### 高鐵香港段設「内地口岸区」
2017年7月25日，政府公布廣深港高鐵香港段「一地兩檢」安排，高鐵香港西九龍站將設「香港口岸區」和「內地口岸區」，口岸區按各自法律，為往來內地和香港特區的旅客及其隨身物品和行李辦理通關手續。
方案是地下第二層入境層和地下第三層離境層的指定範圍、月台區域和連接通道均劃為「內地口岸區」，涵蓋乘客完成本港出境程序，以及抵港乘客完成內地出境程序的範圍。此外，營運的列車，包括行駛中、停留中、上落客期間的車廂，也列入「內地口岸區」範圍；但西九龍站其他部分，包括石崗列車停放處、路軌、行車隧道則不納入範圍。「內地口岸區」的場地和空間將由特區以租賃形式交予內地，並根據「一地兩檢」合作安排行使管理權，有關使用權的期限、費用等將由兩地另行規定。

#### 沙田至中環綫工程問題
2018年5月底，有傳媒開始揭發港鐵沙田至中環綫工程出現問題。直至現時，牽涉範圍包括紅磡站、土瓜灣站、會展站。
基於事態嚴重，林鄭月娥在2018年6月12日宣布引用香港法例第86章《調查委員會條例》成立調查委員會跟進事件。初步構思委員會需要找出事故原因、受影響範圍，以至是檢討港鐵現行監管制度、政府規管機制等，提出建議保障安全，要求委員會在展開工作後6個月內提交報告，由前終審法院非常任法官夏正民擔任主席。
2018年7月10日，行政長官會同行政會議根據《調查委員會條例》（第86章）委任調查委員會，就港鐵推行的沙中線項目紅磡站擴建部分的連續牆及月台層板建造工程中的紥鐵工程及引起公眾安全方面的關注的其他工程，進行調查。調查委員會亦會建議適當改善措施，以促進公眾安全和保證工程的質量。終審法院前非常任法官夏正民獲委任為調查委員會主席兼委員，倫敦大學學院建築和基礎建設政策教授Peter George Hansford獲委任為委員。調查委員會由委任日期起計六個月內或行政長官會同行政會議准予的時間內，向行政長官提交報告。

#### 2018年超強颱風山竹襲港
2018年9月16日，超強颱風山竹襲港，天文台發出十號颶風信號。山竹在香港造成嚴重破壞，多處塌樹、停水停電、嚴重水浸及交通癱瘓。吹襲後翌日，香港交通仍然癱瘓，16日及17日上午巴士大部份路線停駛，港鐵東鐵綫和輕鐵只維持有限度服務，其中東鐵綫來往大埔墟站至上水站列車服務暫停。由於班次不穩定，多個車站在17日早上非常擁擠，其中沙田站和大圍站尤為嚴重，需要人流管制。大圍站採用單線雙程行車，車站及月台被擠得水洩不通。沙田站排隊人潮達數千人，人龍由新城市廣場，繞過沙田中心至近沙田大會堂位置，有人不適在月台暈倒。上水站有近7000人等小巴和的士，不過車費比以往更貴。行政長官林鄭月娥指，僱主僱員以一個用互諒互讓、體恤的方法處理，是適合現時香港的情況。林亦指政府內部說過如果公務員因公共交通問題有困難上班，只需致電上司便可，不會當作缺勤。她呼籲僱主體諒僱員上班的情況，不要因上班遲到就扣減薪金；她認為今次颱風吹襲情況特殊，應全民團結，讓社會回復秩序。不過有公務員指，公務員事務局未有通知可以因此缺勤，到下午3時才向所有局長、常秘及各署首長發出通告。
市民則批評林鄭月娥未有下令休市和停工，林鄭月娥的言論更引起強烈民憤，認為香港交通混亂和市面狀況惡劣，不應叫人立即上班。多個政黨及團體批評政府安排不當。17日下午，少數巴士路線開始提供有限度服務，部分路線有臨時的改道安排。截至17日晚上，只有大約三分一巴士路線恢復行駛，其餘路線於18日早上才陸續恢復。
多名香港立法會議員於9月17日批評林鄭月娥未有宣佈停工，認為林鄭月娥應援引香港法例第241章《緊急情況規例條例》，將當日定為公眾假期，以保障市民安全。然而，林鄭月娥於9月18日表示，自己完全可體會市民在鐵路車站長時間等候列車的徬徨、憤怒及不滿之心情，也不介意因此被市民批評，但政府並無機制可以評估宣傳停工所致的法律後果以及對各行業的影響，貿然宣布停工並非負責任的做法，故只能以「強烈呼籲」的形式，請僱主諒解及包容因風災過後交通情況混亂未能夠準時上班之情況，不要發生一些要扣減人工或減勤工獎這些情況。儘管如此，仍然出現個別僱主扣減遲到員工薪金或假期的事件。
2019年4月，政府因應山竹襲港後的情況進行檢討，並修訂《颱風及暴雨警告下的工作守則》。

#### 指以英語再答同樣問題「浪費時間」
2018年7月3日早上出席行政會議前見記者時，就香港電台英文台記者用英語發問時，指以英語重複回答記者以中文問過的問題是「waste time（浪費時間）」。建議設立即時傳譯。香港記者協會發聲明指香港作為國際城市，英文是重要媒介。對林鄭月娥輕蔑態度深表遺憾，促請收回言論。林鄭月娥在深夜發聲明，就事件引起的混亂致歉。

#### 明日大嶼計劃
2018年10月10日，林鄭月娥發表《施政報告》，當中重點提出明日大嶼計劃，在交椅洲填海興建一個人工島，並計劃興建屯門經大嶼山及人工島至香港島的鐵路。由於估算造價需要5000億元，即約香港一半財政儲備，引起爭議。

#### 港珠澳大橋通車
2018年10月24日，港珠澳大橋通車。通車初期，連接港珠澳大橋香港口岸至東涌的嶼巴B6線出現超負荷問題，導致東涌有大批旅行團，更引發團體進行光復東涌行動。

#### 美國審視香港獨立關稅區
2018年11月，美國國會發表報告，指出要求審視香港作為獨立關稅區的地位。

#### 三隧分流
林鄭月娥在第二份施政報告提出三隧分流，希望解決交通擠塞問題。但由於立法會跨黨派議員不支持，因此撤回。

#### 長者綜援資格年齡從60歲改為65歲
2019年1月，社會福利署宣布由2月1日起，領取長者綜援的合資格年齡從現行的60歲改為65歲，同時按機制調整高齡津貼、長者生活津貼及傷殘津貼金額，升幅2.8%。社署解釋這是考慮到港人人均壽命延長及退休年齡延長至65歲的趨勢。但新政策生效後的60至64歲新申請人需申請成人綜援，金額少了1000多元。有立法會議員認為會影響到其他福利政策。被媒體問到是否不近人情，林鄭月娥以自己為例稱這是反映社會的人口現實，指「我都超過60歲，但今日仲係會每日10幾個鐘頭咁樣做嘢。（我都超過60歲，但仍會每天工作10多個小時）」，強調新措施「基本上無人受影響，非不近人情」。港大社會工作及社會行政學系榮休教授周永新擔憂老人被迫操勞。在1月10日的行政長官答問大會上，泛民和建制派議員都追問特首會否收回上述決定，林鄭月娥說該措施在席議員當時都有份批准，對眾人提出質疑深感驚訝。原來在通過2018/19年財政預算案時，有關建議只有在「各部門開支總目」的「社會福利署」一項之「二零一八至一九年度需要特別留意的事項」，提到「把領取長者綜援的合資格年齡由60歲提高至65歲」，由於預算案屬於「綑綁式」，所以議員一時未能察覺，故有議員揚言以後會「仔細地」審查預算。
1月18日，為了平息社會以及議員們的群情激憤，林鄭月娥宣布，政府在2月1日推出「就業支援補助金」，60至64歲申領綜援的健全人士(一般因失業而需領取綜援者)除其他綜援項目外，可同時獲發1,060元補助，無需另行申請。變相補回60至64歲綜援申領者損失的一千多元收入。

#### 停止重複免差餉
在2018/2019財政年度，香港首十位業主共擁有40,000個物業，共獲減免差餉2.565億元；故此林郑政府提倡，每人只可獲一個單位退差餉，但沒有限制非永久居民，且如設立多間公司持有物業，每間公司可退一個單位之差餉。自由党钟国斌批評：「派糖派得如此肉酸，不如不好派。」工黨張超雄認為，政府不應再退差餉，要運用公共盈餘在基層身上。在立法會財經事務委員會，梁继昌要求政府暫時擱置研究方案，此無約束力動議獲通過。

#### 代繳考試費
香港中學文憑考試（DSE) 考生報考4個核心科目加上2個選修科，考試費總數為3,194元。在2018/2019財政年度，政府提出在2019年文憑試為學校考生代繳考試費，開支約1.8億元，其後政府每年的財政預算案中皆延續代繳考試費的措施。雖然聲稱該項目為「非恆常化措施」，惟這項措施直至李家超繼任行政長官後仍然延續。

### 反修例運動爆發及以後（2019年6月後）

#### 修訂《逃犯條例》 引發社會運動
2019年，政府在中共中央紀委的授意下提出修訂《逃犯條例》。然而，有關修訂引起極大爭議，因此在香港立法會「雙胞胎」法案委員會鬧出衝突。其後，政府決定直接上立法會大會審議，結果在2019年6月9日引發大量市民遊行要求撤回修訂。政府決定繼續把法例上立法會大會恢復二讀，結果在6月11日晚上開始有示威者到添馬公園聚集。6月12日早上開始佔領金鐘行動，以阻止政府進行審議。6月15日，林鄭月娥宣佈修訂「暫緩」，6月16日，仍然有二百萬市民上街遊行要求撤回修訂。林鄭月娥仍然拒絕「撤回修訂」。
9月4日，林郑月娥发表电视讲话，宣布正式撤回《逃犯条例》修订，但拒绝成立“独立调查委员会”，认为必须按照现时的机制处理针对警察在示威浪潮的投诉。9月28日，《南華早報》引述消息指，林鄭月娥宣佈正式撤回條例草案前，曾經請示中共總書記習近平，並得到其批准，引起外界對中共直接插手香港事務的質疑。
2020年11月30日，林鄭月娥接受《南華早報》訪問，指2019年的反修例運動讓她自己受盡創傷，其家人也受到人身攻擊及恐嚇。身邊有人促做一些她認為不正確的事，如「調查警察」。她直言一連串衝突大型示威和衝突並沒有讓她感到內疚，反而是提出一條非常好的法例，更反問記者:「我做了甚麼錯事?」(I do not feel guilty. What wrong have I done?)
2021年4月3日，林鄭月娥接受中國官媒新華社專訪，形容「反華勢力」委任代理人進入政治架構，「破壞香港與內地的關係，並利用香港攻擊中華人民共和國。」指反修例運動的「暴徒」沒有想過和平、穩定，也沒有與「香港人」站在一起，指他們是虛偽。林鄭月娥同時認為傳媒指「警暴」是「雙重標準毫無廉恥，且明目張膽」，認為香港警察有「高度文明」。同年7月，她接受香港電台訪問時更指，至今都不會視推動修訂逃犯條例是錯誤，反指回歸後出生的青年對國家有強烈反感，認為有外部勢力介入和壓制中國政府。因此更需要重新檢視大量制度和政策，包括為基本法23條立法和加強國民教育，確保更全面準備落實一國兩制。
到2022年6月，林郑月娥卸任前先後接受媒體訪問，她表明指自己有責任，但同時不會天真地認為，當日作出妥協或「跪低」會讓社會衝突可以避免，因為做甚麼事最終也會爆破。反指社會一早有一股反中央的力量存在，認為國民教育真的做得不夠。又說動亂下沒有令一名暴徒死亡和一名執法人員死亡。但稱「受傷的人，恐怕是我們這方較多。」

#### 引用緊急法
2019年10月4日，行政長官林鄭月娥會同行政會議決定根據《緊急情況規例條例》，訂立《禁止蒙面規例》，目的是停止暴力、恢復秩序，打擊對象是使用暴力的人士，10月5日實施。她認為今次並不等於香港進入緊急狀態，而規例的性質屬於附屬法例，將以先訂立後審議的附屬法例，10月16日提交立法會審議。2019年10月5日下午至午夜，因抗議禁蒙面法的實施，香港多區爆發了嚴重的示威活動。

#### 被指出賣香港
2019年逃犯條例風波期間，林鄭月娥受訪時被記者問及有否出賣香港，她對此一時哽咽落淚，否認出賣香港，更指丈夫稱她「賣身給香港」。
澳門律師公會主席華年達在接受訪問時表示自己「絲毫不被香港行政長官的眼淚所觸動」，直指林鄭月娥的淚水是「騙局」（葡萄牙語：aldrabice）的一部分。他同時批評「示威者只限於年青人」以及「示威者不愛國、受外國勢力煽動」等指摘是「騙局」和「謊言」。他指出，上街遊行提出訴求的群眾數量龐大、廣泛分佈於不同階層，當中也不乏愛國者；他認為「這些人都是被反華外國利益所操弄」這種說法侮辱了香港市民。
2019年6月16日晚上，第四次反對逃犯條例修訂遊行進行期間，香港政府發言人發出行政長官的道歉聲明，表示將暫緩修法，希望香港市民儘速回歸日常生活。

#### 七二一事件記者會被利君雅質問
7月21日晚上，爆發元朗襲擊事件，港鐵元朗站大堂、月台及車廂有大量黑社會人士持武器毆打市民，警方卻久久不到場，到場後也不拘捕黑社會人士，還聲稱沒有看見黑社會人士持武器。
7月22日林鄭月娥開記者會交待事件，記者問她為何失踪了整個晚上，又質問她在七二一事件發生後晚上是否仍能安睡。當林鄭月娥轉身準備離去時，更有記者質問她有否想過自己死後會落地獄。

#### 被指不敬日皇即位禮
2019年10月22日，林郑月娥赴日本出席天皇德仁的即位典礼时被媒体拍到低头查看其行動電話的画面，网友质疑其「不懂礼仪」，但行政长官办公室回应称典禮場地容許嘉賓攜帶及使用手机，且林鄭月娥查看電話時儀式尚未開始。

#### 被民主派彈劾
2019年12月4日傍晚，香港立法会25名民主派议员根据《香港特別行政區基本法》第73条第9项，提出弹劾行政长官林郑月娥的提案。文件中指责林郑强推备受争议的2019年逃犯及刑事事宜相互法律協助法例（修訂）條例草案、动用过分武力镇压反對逃犯條例修訂草案運動集会、造成社会撕裂等，相当于侵害了《基本法》所保障香港市民应享有的权利，构成严重违法及渎职。
12月5日，香港立法会就弹劾林郑月娥的提案进行辩论之后进入投票程序，此次议案是分组点票。最后在地区直选部份有16票赞成、14票反对下通过半数，但是在功能组别当中10票赞成、22票反对，未过半数，议案因此在分组点票下被否决。

#### 修訂《僱傭條例》
2019年12月17日，政府刊憲修訂《僱傭條例》，將法定產假由10星期延長至14星期，並修訂「流產」定義使流產婦女可在特定條件下有權申請產假，並接納懷孕婦女使用由曾受訓練人員所發出的到診證明書作為獲得疾病津貼的文件。另外，僱主可向政府全數申領發還就修訂條例下須支付並已支付的新增產假薪酬。
2020年1月8日，立法會討論修訂條例草案。勞工界議員何啟明在立法會上動議根據《議事規則》第54(4)條，將《2019年僱傭(修訂)條例草案》不交付內務委員會處理，直接在大會上二讀和三讀。立法會主席梁君彥並未批准其建議，其後勞工及福利局局長羅致光根據《議事規則》第54(4)提出，將條例草案的二讀辯論中止待續，但不交付內務委員會處理，轉交人力事務委員會處理。羅致光的建議最後在1月16日獲得通過。
2020年7月9日，修訂草案在立法會三讀通過。12月11日，修訂草案正式生效。

#### 獲中央肯定工作
2019年12月16日上午，中國國務院總理李克強在北京市人民大會堂會見到京述職的香港行政長官林鄭月娥，聽取林鄭月娥的彙報。李克強肯定了林鄭月娥的工作，希望特區政府依法止暴制亂，研究香港社會的深層次矛盾。身兼中央港澳工作協調小組組長的副總理韓正亦有陪同李克強會見林鄭月娥。
2021年1月27日，国务院总理李克强与中共中央总书记兼国家主席习近平在北京，先后以视频连线方式听取了林郑月娥2020年度的述职报告。李克强在上午接受林郑月娥述职期间，表示中央对其和特区政府的工作是充分肯定的，中央亦全力支持行政长官带领特区政府依法施政。习近平在下午接受林郑月娥述职时，再次肯定其工作，指出林郑月娥“和特别行政区政府沉着应对‘修例风波’、新冠肺炎疫情和外部环境不利变化带来的多重严重冲击”“中央对你和特别行政区政府履职尽责的表现是充分肯定的”。习近平还请林郑月娥转达他对受到美国无理制裁的香港特别行政区政府有关官员的亲切慰问。

#### 反送中運動期間遭丈夫表示為歷史罪人
在2019年香港反送中運動期間，《壹週刊》引述一名選舉委員會選委指林鄭月娥的丈夫林兆波曾稱她為歷史罪人。林兆波其後在澳門回歸典禮上在中共總書記習近平領唱時拒絕從眾拍掌的表現成為了輿論焦點。

#### 被中華民國高雄市議會列為不歡迎人物
中華民國高雄市議會跨黨派議員提出提案，指林鄭月娥須為警方在反修例運動中違反人權執法負起政治責任，促請高雄市政府把林鄭月娥列為高雄市不受歡迎人物。2019年12月10日，該提案經高雄市議會通過。高雄市政府回應稱，中華民國與香港關係是依《香港澳門關係條例》辦理，相關提案辦理屬大陸委員會職權，地方市府無權處理。

#### 反修例治理
在2019年至2020年的反修例風波期間，為保持香港社會穩定，特首林鄭採取了暫停某些特定政策行動的舉措。2019年11月4日，中共中央總書記習近平於上海接見了林鄭月娥，她當時正作為香港特別行政區行政長官出席第二屆中國國際進口博覽會。在此會面中，習近平對林鄭月娥的領導工作給予了積極的評價和堅定的支持。

#### 國歌法及國安法
2021年3月18日，特首林鄭月娥出席立法會接受質詢，新民黨議員容海恩指西九文化區「M+博物館」有些展品散播涉嫌違反國安法、「侮辱國家尊嚴」。特首表明「所有香港的同胞都要支持及維護國家安全」，會「特別警惕」相關事宜。
2021年3月31日，她在「2020特區政府施政十件大事評選」致辭時表示，《港區國安法》實施成為十件大事之首是實至名歸，強調是香港的定海神針，令香港由亂向治的轉捩點。而《國安法》讓市民的權利和自由再次得到保障。到4月3日接受新華社訪問，她反駁外國對中央為香港設立國安法和完善選舉制度的批評，形容這些所謂勢力是雙重標準、虛偽和謊言。
2021年11月25日，林鄭在政策綱要中闡述：「依據《基本法》第23條制定法律，乃是特別行政區的憲法義務，尤其在全球局勢日益複雜多變的背景下，為國家安全實施本地立法顯得尤為關鍵。然而，過往的經驗顯示，此議題極易引發社會的爭議與動盪。因此，類似於民主選舉改革的情況，政府必須審慎權衡，採取謹慎措施，並努力營造一個有利於立法的社會氛圍。」在其任期內，林鄭積極致力於推進香港國安法的制定以及《基本法》的實施。在國安法建立之後，立法會於2022年通過了超過46項法案。
2022年6月，她接受媒體訪問時表示，通過《香港國安法》後，官員更有「底氣」將以往都不敢說不敢處理的問題說出來，包括二十三條立法和加強國民教育。

#### 被美國制裁

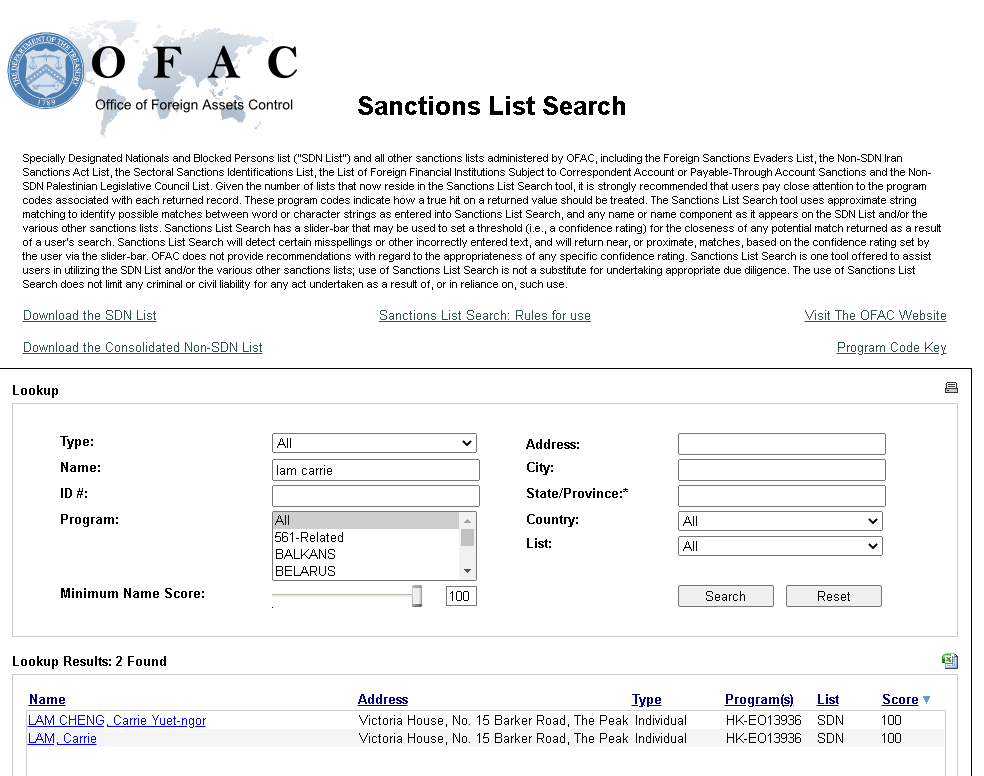
林鄭月娥名字在OFAC制裁名單（即SDN通輯名單）中的搜尋結果

2020年香港實施國安法之後，林鄭月娥遭到美國制裁。制裁措施包括禁止入境美國，凍結在美資產以及所有可能涉及美國的金融資產交易。
2020年7月31日，當「中央電視總台廣播」的記者，問她如何看待歐美國家的制裁，她指外國制裁「除非出到一啲核子手段，咁就兩敗俱傷」，否則受損的只是外國，批評外國的制裁是「無道理、無邏輯」，同時對美國的制裁以「一笑置之，嗤之以鼻。」回應。
林鄭月娥在被美國制裁後1日回應說，美國公開她的個人資料但內容出錯，反映辦事粗疏，又指她訪美簽證有效期到2026年，既然本不嚮往到這個國家，看來也可主動註銷了。並認為執行維護國安光榮任務，不會被嚇怕。但有分析指林鄭月娥在美國留學的次子林約希或會被禁止入境美國。
林鄭月娥指美國制裁給她的生活帶來不便，包括只能用現金取工資和每天用現金買東西，形容自己家居有大量現金。但又指受到美國“不公正制裁”下，亦感到“非常榮幸”。2020年11月，南華早報訪問林鄭，林鄭提到她因被美國制裁而不能使用銀行戶口，記者立即問她其家人是否也是同樣諸多不便，林鄭回應「不止那樣」，然後閉上眼睛說：「我不想詳細講。」
到2022年6月，她接受媒體訪問問及制裁會否影響其生活，她表示至今都沒有影響，退休後更不受影響，即使無法用WeChat Pay、Alipay，但仍然繼續可使用八達通領取消費券。在不能用信用卡簽帳付款下，便要依靠丈夫給錢。

#### 家人及個人受到的影響
美國宣布制裁包括行政長官林鄭月娥在內的十一名中港官員。外界關注美國對林鄭月娥實施制裁，會否影響於哈佛大學修讀數學博士的幼子林約希，傳真社報道林約希大約於上月二十五日後失去聯絡，曾透過Facebook向室友表示因「家有急事」（family emergency）回港。

#### 刪除劍橋大學沃爾森學院名譽院士身份
2020年7月，劍橋大學沃爾森學院發表聲明，称该院院長克拉克教授表示，在《港區國安法》頒布後，對香港發生的連串事件深表關注，強調強烈支持保障人權及言論自由。學院又指，將考慮褫奪特首林鄭月娥榮譽院士的名銜。8月15日，根據行政會議成員個人利益登記冊，行會秘書處按林鄭通知，刪除她在個人利益登記冊上有關英國劍橋大學沃爾森學院名譽院士身份的項目。沃爾森學院發表聲明指，林鄭月娥「以辭任名譽院士，以回應對她承諾保障香港人權及言論自由的關注。」

#### 否定香港三權分立制度
2020年8月31日，教育局局長楊潤雄於宣佈全香港學校下月復課的記者會上，回應有通識科教科書出版社，接受當局諮詢計劃後，刪走書上有關香港實行三權分立的內容時，表示香港無論主權移交前及移交後，都沒有三權分立制度，此點需要在教科書上說出。翌日，香港特別行政區行政長官林鄭月娥於記者會上公開表示完全支持楊潤雄的說法，指香港無三權分立。強調行政、立法和司法機關互相配合和制衡，但都是要經行政長官向中央負責。形容香港的三權關係是各司其職，希望可以互相配合。教育局網站曾存取2011年法官陳兆愷所撰寫的簡報《基本法、法治與香港的優勢》，文件當中的「法治作為一種制度」章節，列出了「權力分立（或稱三權）」，解釋政府的職能可由立法、行政及司法機關執行各別的功能，又指機關的設置能避免權力集中和權力濫用。相關文件隨後被刪除。

#### 延期宣讀2020年度施政報告
2020年度香港施政報告原訂於2020年10月14日於立法會綜合大樓內宣讀，但因與林鄭月娥和中共總書記習近平同場出席的深圳经济特区建立40周年庆祝大会撞期，加上收到中央通知11月到北京與各部委商討一系列惠港措施，政府在10月12日宣佈延期宣讀，並在11月16日宣佈將於11月25日發表施政報告。

#### 向中央请求取消民主派立法会议员席位
2020年11月7日，中华人民共和国国务院根据林郑月娥的请求，向第十三届全国人大常委会提交了关于香港立法会议员资格问题的决定（《国务院关于提请就香港特别行政区立法会议员资格问题作出决定的议案》）。11月11日，第十三届全国人大常委会第二十三次会议审议通过此议案。同日，香港政府通告，楊岳橋、郭榮鏗、郭家麒、梁繼昌喪失香港立法會議員資格，并將全國人大常委會的決定刊憲。

#### 不會修訂《防止賄賂條例》 被指有違競選承諾
2020年11月，林鄭接受now新聞台的節目《大鳴大放》訪問，首次表明在任期內不會將《防止賄賂條例》由目前只有第4條擴大至第3及第8條都適用於特首，指出《條例》其他條文部分亦適用於特首，而自己釐清及學習「特區政治體制裡面，行政長官嘅憲制地位同身分」，認為如果現任行政長官有觸犯賄賂行為，相信中央人民政府一定會處理。港大法律學院首席講師張達明表示，現時《條例》變相多了灰色地帶。前特首梁振英在2021年10月被「潘朵拉文件」揭破透過離岸公司迂迴買賣股權獲取230萬港元，而林鄭月娥違背承諾不修訂《防止賄賂條例》，加上梁振英又稱申報制度不包括間接持有的利益及股權，令利益申報制度形同虛設。

#### 2019冠狀病毒病事件
2019年12月，2019冠状病毒病疫情在中國大陸爆發後，香港在2020年1月22日開始出現高度懷疑確診個案，及後更出現多宗確診個案。林鄭月娥回應社會上有要求封閉中國大陸與香港之間的關口時，她認為封關是不切實際的。其後因應新型冠狀病毒有在香港擴散的風險，政府將防疫級別提升至緊急，教育局將中小學及幼稚園的農曆新年假期延長至2月16日。
2020年1月，市民擔心疫情擴散，市面上出現大批市民排隊購買口罩及糧食的情況。2月4日早上，林鄭月娥在行政會議前會見傳媒，表示已向政府內部發出指引。除患病、在前線或人多聚集地方工作外，所有官員均不准佩戴口罩，以減少口罩用量，相關言論引起非議。

##### 被CNN嘲諷
2020年1月28日，因2019冠状病毒病疫情，林鄭月娥出席記者會時戴上口罩，CNN報道的標題為「去年林鄭禁止了市民蒙面，今日她蒙著面來開記者會」，認為她的蒙面行為與推行禁止蒙面規例短短數月內先後出現十分諷刺。

##### 抗疫工作被揭發有政治目的
2020年2月22日凌晨，《蘋果日報》在網上披露一份由行政長官辦公室撰寫、據了解已經在2月中向中央政府提交的「抗疫工作報告」，該報告以10多頁交代香港COVID-19疫情的形勢、港府的抗疫措施，以及重大事件的應對策略等。香港衛生署1月23日公佈首宗COVID-19確診個案，疫情爆發一個月，期間發生要求封關、口罩荒、搶購潮等社會亂象，有民意調查指70%市民不滿港府應付疫情的表現，特首林鄭月娥陷入管治危機。然而由林鄭月娥撰寫的「抗疫工作報告」卻認為有效處理疫情，可以令建制派的「政情」轉危為機。該報告被揭發後，行政長官辦公室至今仍未作出回應，有學者分析事有蹺蹊，有跡象顯示可能是有知情人士故意洩露，為林鄭月娥下台鋪路。香港民意研究所董事會主席及行政總裁鍾庭耀表示，對政府抗疫表現持負面意見的比率仍然很高，可以說是處於一個管治危機，他認為港府在防疫工作上不可掉以輕心。

##### 限制外地人由韓國入境涉歧視和「雙重標準」
2020年2月初，約7,000名醫護罷工促港府「全面封關」，禁止非港人經內地來港以免COVID-19在香港傳播，林鄭月娥曾稱不准某些人來香港是助長歧視，醫護工會反駁特首言論「抹黑」；2月24日晚，香港政府則宣布限制外地人由韓國入境香港，有工會批評港府「雙重標準」，質疑為何現時可限制外地人經韓國入境措施，卻遲遲不對內地實施，斥港府「政治凌駕生命」。有立法會議員批評港府不怕得罪韓國，只怕得罪內地。

##### 限聚令
2020年3月28日，政府宣佈引用《預防及控制疾病條例》（第599章）訂立《預防及控制疾病（禁止羣組聚集)規例》（第599G章)，賦權食物及衛生局局長透過刊登憲報，禁止超過特定人數的群組在公眾地方聚集，否則將被票控罰款港幣2,000元，但在某些情況下可獲豁免。此後香港政府一系列打壓港人遊行示威的措施，港府也搬出「限聚令」阻止反對政府的示威遊行，但建制派的一系列違反限聚令的公開活動，香港政府一律視而不見。

##### 下令禁記者以「武漢肺炎」提問 否則或逐離場
2020年12月7日，《蘋果日報》報道政府擬禁止傳媒代表在政府記者會上使用「武漢肺炎」名稱提問，違者會被警告，甚至驅逐該傳媒代表離場。而有關決定是由特首林鄭月娥作出。政府指世衞已經將新病毒命名為「2019 冠狀病毒病」，提醒出席採訪的傳媒代表不要污名化，但未有會否要求驅逐離場。

##### 指控醫護抹黑

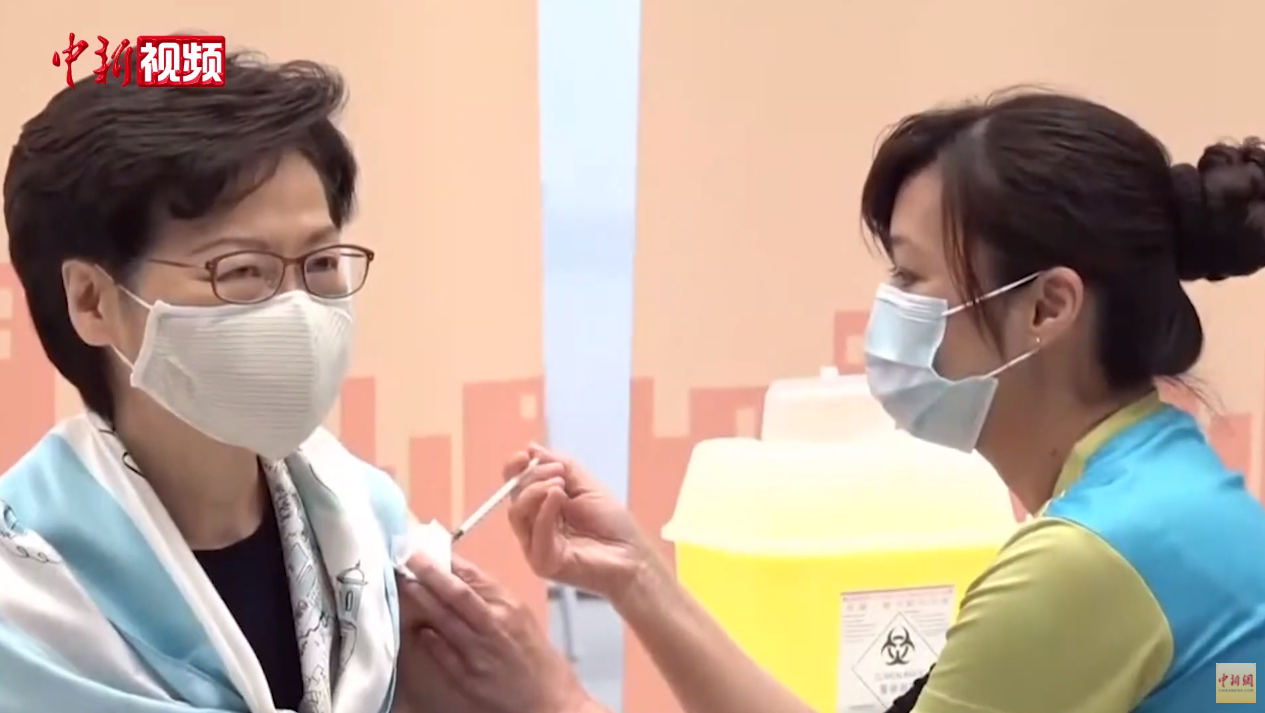
2021年3月22日，林鄭月娥接種第二劑科興疫苗

2021年3月22日，她接種第二劑中國科興疫苗後見記者，譴責有少數人士，特別是醫護人員在社交傳媒散播失實消息，危言聳聽，污衊中國國產疫苗，勸喻他們收手，指最終傷害是醫護人士。她呼籲市民不要被誤導，盡快加入接種疫苗行列。

##### 指抗疫不理想與「黑暴」和傳媒報道誤導有關
2021年4月3日，特首林鄭月娥接受新華社訪問，她指出疫情爆發初期因「黑暴」肆虐，加上經歷嚴重社會衝突，令部份香港人對政府信心不足，直指「你要他打針他不打，你要他檢疫他不去」，歸咎於社會事件令市民對政府大失信心。她認為目前的疫苗接種率不太理想，而部份人對此感到擔心，指出是與部分傳媒的報道產生誤導有關。因此需要大量教育宣傳和不斷公佈鼓勵接種疫苗的政策。

#### 稱海南雞飯源自海南
2021年4月21日，她在海南島出席海南博鰲亞洲論壇年會活動後在社交平台發文。包括她在會中主動提出要求在海南為香港青年提供就業和創業機會，並在不久將來希望見到香港青年到海南實習、就業、創業，享受椰林樹影和港人喜愛的海南雞飯。有關說法引起爭議。作家陶傑諷刺林鄭月娥將新加坡國菜當成海南菜，傷害新加坡情感。而著名食家蔡瀾曾指出去到海南島也尋不到新加坡的海南雞飯那種滋味。

#### 誤引語句當曼德拉名言
2020年5月19日，林鄭就香港中學文憑考試歷史科試題事件回應，認為是專業失誤，並非政治干預，並引用南非已故總統曼德拉名言「教育的崩潰足以摧毀一個國家」。不過網民發現，這句說話並非出自曼德拉口中，而是來自南非一名學者。著名國際關係學者沈旭暉指，《文匯報》才是引用這句「曼德拉名言」的媒體，而曼德拉語錄從沒有說過這一句話，諷刺林鄭散播假消息。

#### 林鄭月娥不再參選第六屆行政長官任期的候選人選舉
2022年4月4日，林鄭月娥宣佈因家庭原因和家庭成員的意見，放棄爭取連任，行政長官任期至2022年6月30日完結，她成為香港主權移交以來第二個不尋求及未有連任的特首（另一為梁振英）。香港民間甚至政界（尤其是泛民主派）對她的評語都偏向負面，認為她太過自負，不肯聆聽意見，導致施政失敗，社會嚴重撕裂。

#### 主持《選委界別分組面面觀》
2021年4月28日至5月17日，林鄭月娥每日主持港台電視節目《選委界別分組面面觀》，與未來潛在選委訪談，每日二集。結果該節目平均收視率為0.00，亦即低於6500人，港台YouTube頻道之各集觀看人數亦奇低無比。論者分析她藉此大搞曲線拉票，為翌年特首選舉熱身。建制派媒體人屈穎妍因而嘲諷她讓港台收視「清零」，還攻擊她不務正業，稱宣傳新選舉制度可假手他人，但防疫僅能靠特首領軍，無人可取代。港人不看該節目就是對她的最無力控訴。

#### 自己及高官子女移居外國卻稱移民港人為「逃犯」
2021年5月6日，林鄭月娥出席香港駐悉尼經濟貿易辦事處舉辦的網上研討會，向新西蘭商界領袖及社區人士介紹在香港營商的優勢。當她被問及國際媒體報導不少香港人開始移民到其他地方時，她形容有關報道「誇大失實」，更笑口指出「所有離開的都是逃犯，我們不在乎」。到晚上，特首辦澄清林鄭所指的是「在香港干犯罪行而逃離香港免受刑責的人」，並非一般原因離開香港的人士，但林鄭月娥被批評一直包庇引發返送中的兇案主嫌陳同佳，讓其長居於納稅人免費提供的政府安全屋，而將移居外國的港人比喻為逃犯，也因為其兩名兒子定居英國、教育局局長楊潤雄將子女送到澳洲、譚耀宗包括兒子及媳婦入籍澳洲，而被批評是縱容高官及人大政協的子女移民外國做逃犯。

#### 張建宗辭去的政務司司長職務
張建宗已於2021年6月25日國務院批准根據被免職後辭去的政務司司長職務後，新一屆行政長官李家超亦繼續上任，張建宗離職前當中曾接受訪問時表示「如果沒有未來國安法，我們根本無法去向後並非沒有退休的人。」表示結束長達49年的政府生涯，然而，其後因再加上了連帶即時林鄭月娥五年任期的政府時代以及前香港立法會議員陳志全、前政務司司長張建宗、喪失失去資格五年主席的前香港立法會議員鄭松泰、前立法會議員助理鄭錦滿、前民政事務局局長徐英偉、前熱血公民成員黃洋達等人，然後但是在隨著亦相繼離開或淡出政壇的工作生涯，而林鄭月娥第五屆行政長官的政府一年後（2022年）經不再擔任第六屆政府之後就正式告別終始結束，時任為警務處處長蕭澤頤以及保安局局長鄧炳強出任。

#### 新政務司司長李家超上任
國務院公布後再按行政長官林鄭月娥提名，任命李家超出任政務司司長，鄧炳強接任保安局局長，蕭澤頤出任警務處處長，及免去張建宗現辭去至政務司司長的職務，張建宗又表示，能夠在不同崗位為香港市民和國家服務，覺得是很難得機會，亦給予莫大滿足感和榮幸，未來如果有機會，樂意通過不同渠道繼續服務社會和國家。

#### 稱若無國安法便無法控制疫情
林鄭月娥於2021年7月1日前夕接受《東周刊》訪問時表示，「如果沒有國安法，我們根本無法去控制疫情。」，表示國安法能控制疫情。惟國安法立法不久香港隨即爆發第三波疫情。

#### 被列入「新聞自由掠奪者」名單
2021年7月5日，無國界記者組織RSF發表全球37位「新聞自由掠奪者」名單，形容林鄭月娥上任後她成為中共總書記習近平的傀儡，她公開支持針對媒體，引致《蘋果日報》停刊、報章創辦人黎智英被囚禁，她亦任命政務主任出身的李百全為廣播處長，使香港電台編輯自主受到干預。

#### 被指包庇出席牽涉性侵飯局的三名保安局官員
2021年7月8日，香港媒體揭發身兼香港特別行政區維護國家安全委員會成員的入境處長區嘉宏、海關關長鄧以海，以及保安局副局長區志光於3月初接受恒大集團管理層設宴款待，不但集體違反限聚令，該晚宴更有人因強姦被捕，政府公職人員接受豪華款待也被指有違公職人員行為失當、違反公務員守則及有妨礙司法公正的嫌疑。林鄭月娥於2021年7月11日首度開腔回應事件，林鄭稱：「你被請到去，又點知（豪華）呢？菜單都無得睇㗎嘛，你唔可以話見有塊鮑魚就起身走啦」（你被邀請去，又怎知道晚宴豪華呢？又無得看菜單，你不可以話見到有塊鮑魚就起身離場），她呼籲大眾要以人性化的角度審視事件。林鄭月娥於7月13日形容三名高官犯下的罪行如同「違例泊車、亂拋垃圾」一樣輕微，她與政務司司長李家超、保安局局長鄧炳強了解事件後，根據與三名官員的共事經驗而「知道他們的為人」，一致認為無須對事件作進一步調查。

#### 增加法定假日至17日
2021年7月7日，立法會三讀通過政府的《2021年僱傭（修訂）條例》，法定假日由現時12日逐步增至17日，新增假期包括佛誕(2022年生效)、聖誕節後第一個周日(2024年生效)、復活節星期一(2026年生效)、耶穌受難節(2028年生效)、耶穌受難節翌日(2030年生效)，預期2030年與公眾假期日數正式看齊。

#### 被指面對國泰高層與監督自己時雙重標準
2021年年底，因為國泰機組人員違規「播毒」，導致出現「望月樓群組」，林鄭月娥在2022年1月4日向記者表示，她對國泰今次有機組人員的違規行為「非常不滿」，並已在去年12月31日召見了國泰航空的董事局主席和行政總裁，嚴厲地訓斥他們。林鄭月娥稱：「作為最高層，儘管未必知道每一個員工的行為，但這並不是『免責條款』，正如自己是特區之首，需向所有事情負責。」並認為：「他（國泰高層）需要負責，要負上企業及領導責任，需要全面調查並提交報告予特區政府，同時內部採取適當懲處行動。我們看完報告及研究法律基礎後，一定會嚴肅跟進。」豈料話音剛落，就爆出了高官新冠肺炎生日派對事件。林鄭在1月6日面對傳媒時，點名批評對民政事務局局長徐英偉尤其失望，但對於她自己作為港府最高層有什麼責任，她卻說都是官員自己的個人責任：「關於責任的問題，我已經答覆很多次了，我希望市民明白每一個人，尤其是官員，要為自己行為負責。」面對記者追問會否向市民道歉，林鄭還進一步說：「每一個官員都要為自己的行為負責，如果大家問，而我又回答得令你滿意，稱他們（官員）不必負責任，因為有行政長官可以負上一切責任，這是對管治非常不利的。希望大家（市民）並非想看到這種現象，不想看到大家（官員）都可以躲在行政長官背後，把一切都歸咎作行政長官的錯。」強調自己無做錯到。林鄭的言論被市民批評是嚴重雙重標準。

#### 香港第五波COVID-19疫情惡化 震動中央政府
2022年1月27日，林鄭月娥回應來自香港01記者的詢問（說明「動態清零」與「清零」的分別，以及兩者與通關的關係），林鄭解釋動態清零後，指自己不是「始作俑者」，無法就動態2字作權威性的解釋。 
2022年2月開始，香港的COVID-19疫情急劇惡化，在2月14日更錄得單日確診超過2000宗。2月15日，中共總書記習近平下令特區政府要負起主體責任，把穩控疫情作為壓倒一切的任務，又委託主管港澳事務的中共政治局常委韓正向林鄭月娥轉達高度關注。
2022年2月8日，林鄭月娥在行政會議後公布新一輪防疫措施，其間被指在回答1條英文問題時有口誤，將「Killing two birds with one stone」（一石二鳥）講成「Killing two stones with one bird」（一鳥二石）。
2022年3月9日，林鄭月娥一改過去不佩戴口罩出席記者會的行為，佩戴高級口罩N95。同時，亦指從當日起，每日都會由她本人及相關局長，向公眾交代抗疫工作進展，並澄清坊間謠傳及誤會，以提供更權威說法。另外，林鄭月娥亦提及「我相信大家都唔想成日見到我架喇，早啲見唔到我呢，即係話香港已經回復返正常生活。」（我相信大家都不想整天看到我，早點見不到我，也就表示香港已經回復到正常生活。），希望藉此鼓勵全民齊心抗疫，讓香港早日回復正常。

#### 徐英偉違反規定防疫限制已請辭
2022年1月3日，徐英偉去到灣仔灣景中心的一間西班牙餐廳參與一個過百人的宴會，涉事洪為民的生日事件及違反防疫規定請辭，而宴會上為港區全國人大代表洪為民生日派對，有初步確診2019新型冠狀病毒病的人士曾出席該宴會，徐英偉被列為密切接觸者，被安排到竹篙灣檢疫中心。行政長官林鄭月娥在記者會上回應指，對多名官員於疫情下出席宴會感失望，特別是徐英偉身為民政事務局局長，並表示多名官員卻未有以身作則，反而出席大型宴會，批評他們是「表現不佳」，會嚴肅跟進此事。徐英偉後來於Facebook回應指作為問責官員會更加警惕，並為自己的錯誤行為負責及道歉，表示檢疫期間會認真反思自己行為。翌日，行政長官林鄭月娥稱所有檢疫的官員需要用自身假期檢疫，不宜在檢疫期間履行職務，特區政府已作適當安排，確保日常工作不受影響。
三星期後，徐英偉完成檢疫，但林鄭月娥仍要求徐英偉繼續休假至農曆新年後。
2022年1月25日，據南華早報報道，行政長官林鄭月娥因為徐英偉出席「洪門宴」，啟動了對他的革職程序，待中央人民政府處理。
2022年1月31日，政府公布徐英偉提出請辭，「為自己的錯誤承擔責任」，同年2月24日，國務院正式免去其職務；此外，由於候任行政長官李家超對三司十三局改組，民政事務局被分拆為民政及青年事務局及文化體育及旅遊局，徐英偉亦因而成為民政事務局史上最後一任局長。
2022年11月6日，徐英偉接受港台節目《舊日的足跡》訪問，首次公開重提「洪門宴」事件，承認當晚作為賓客「留耐咗、亦都有唔完善嘅地方」，雖然聚會當日並未收緊防疫限制，疫情亦無因宴會擴散，但「觀感唔好」，作為問責官員應勇於承擔責任，「冇可能話『第一二滴血』，重要係快啲處理好件事，控制好疫情。」 （页面存档备份，存于）

#### 疑似想推卸第五波防疫責任
2022年3月27日，由於前一天（3月26日）勞福局稱會成立一個檢討工作小組，香港特首林鄭月娥出面澄清，稱由於所有人力都在防疫，不該分心去做其他事情，因此檢討過失交由下一屆政府處理，此言論被媒體質疑是否想推卸防疫責任。

#### 拒絕放寬外防輸入措施
2022年5月，多個國際商會和金融機構要求特區政府放寬外防輸入措施，包括容許海外抵港人士無須在酒店檢疫或減少檢測次數。不過林鄭月娥表明寸步不讓，仍然維持酒店隔離7天，直至下屆政府上任前都會維持現狀。

#### 取消強積金對沖機制
立法會於2022年6月9通過三讀通過《2022年僱傭及退休計劃法例（抵銷安排）（修訂）條例草案》，落實取消強制性公積金（強積金）制度下以僱主的強制性供款累算權益「對沖」遣散費及長期服務金的安排。政府已宣布將於2025年5月1日實施取消「對沖」安排。

#### 表示關閉社交平台
2022年6月卸任前，林鄭月娥在其facebook發帖文表示個人運作5年，發布了超過600則帖文的專頁會於卸任日關閉。她期待習總書記在慶祝香港回歸祖國25周年之際的重要講話，也祝福香港明天會更好。《明報》根據《公開資料守則》向特首辦查詢，指顯示林鄭月娥在2022年至卸任期間共發出了53個帖文均無轉交政府檔案處或存檔。而特首辦解釋「類似貼文旨在透過社交媒體令用戶了解時任特首的工作。」

## 民望
|  | 由于技术原因，此旧版图表已停用，並須迁移至新版图表。造成您的不便，我們深表歉意。 |

|  | 由于技术原因，此旧版图表已停用，並須迁移至新版图表。造成您的不便，我們深表歉意。 |

林鄭月娥自2007年至2012年出任發展局局長期間，民望高企，任內一直為整個香港政府中民望最高的問責高官。在香港大學民意研究計劃民望指標中，林鄭月娥支持率在4成以上，反對率少於兩成；2011年7月後，支持率在5成以上。在2012年4月的調查中，支持率為73.8%。
林鄭月娥2012年7月加入梁振英的問責團隊，成為政務司司長，並非民望最高的官員，但一直高於行政長官梁振英。2014年7月後因代表香港政府負責推銷政改，推銷政改廣告，民望開始下降。
2017年行政長官選舉期間，香港大學民意研究計劃對選舉候選人的滾動民意調查顯示，當時林鄭月娥支持率約為3成，落後其對手曾俊華10至30個百分點不等，而且兩人差距於選舉期間持續擴大。
林鄭月娥當選行政長官後，她的支持率和反對率大致相若，在2017年7月正式上任初期，她的支持率淨值顯著上升約19%。2017年9月，上任後兩個多月後林鄭月娥的支持率50%，反對率35%，民望淨值為正15%。
2018年1月，港大民意研究計劃公布民調結果，林鄭月娥的最新評分為58.7分，為上任以來第四低。支持率為51.3%，反對率為36%，民望淨值為正15.3%。港大民研於1月3日至4日，以電話隨機抽樣訪問1,000名港人，回應比率為58.3%，而在2017年7月的民望評分一度上升至63.7分，在其上任特首的最初一年亦常自稱是「開局良好」。
2019年5月，特區政府全力推動逃犯條例修訂草案，港大民意研究計劃公布最新民調結果，林鄭月娥的最新評分為44.3分，支持率為32%，反對率為56%，民望淨值為負24%。
評分和支持率淨值皆是上任以來的新低。
香港中文大學於2019年6月24日公佈在6月17至20日期間對林鄭月娥及特區政府的民調結果，林鄭月娥的評分為37.5分，較上月大跌10.6分，比去年同月份大跌18分，市民對政府的不滿度高達60.4%，不滿度是1997年7月主權移交以來最高。港大民意研究計劃亦於6月25日公佈在6月17日至20日期間的民意調查結果，林鄭月娥的評分只得32.8分，比前特首梁振英在2016年12月民調評分最低紀錄還要低2.2分，更跌破歷任特首的民望最低點，如與上月的結果比較急跌10.5分；林鄭月娥的支持率只有23%，反對率高達67%，支持度是負44%，大專或以上學歷的受訪者高達75%反對林鄭當特首，民意調查反映林鄭月娥的民望比三位前特首董建華、曾蔭權及梁振英的最低點時更低；而市民對特區政府的信任淨值為負32%，較5月下旬大跌18%；至於市民對林鄭政府管治下的政治狀況滿意度淨值更達負74%，是民意調查計劃自1992年進行相關調查以來最低。香港大學民意研究計劃6月25日發表的民意調查，林鄭月娥評分較上次評分急跌10.5分至32.8分，支持率為23%，反對率則為67%，評分是歷任特首中最低。
香港民意研究計劃在2019年8月13日公佈民意調查，於8月1至6日期間，訪問逾1000名香港居民，特首林鄭月娥的最新評分錄得新低27.9分，較上月調查下跌2.2分，成績為歷任特首中最低。此外，林鄭月娥的支持率淨值同樣下跌，由上月的負49個百分點進一步下跌，跌至負51個百分點。
林鄭月娥在2019年10月16日首次以電視講話形式發表其上任後的第三份《施政報告》，香港民意研究所隨後在10月17至23日隨機抽樣訪問1,038位十八歲或以上市民，林鄭月娥的評分為20.2分，支持率只有11%、反對率高達82%，民望淨值為負71%，與發表施政報告當日（16日）比較，民望下跌2.4分，全部民望數字再創上任以來及歷屆特首的新低。市民對特區政府滿意率僅為10%，不滿率達到79%，滿意率淨值為負68%，是1997年有記錄以來最低。對特區政府的信任率只有23%、不信任率為68%，亦是1992年有記錄以來新低，反映林鄭發表的施政報告無助扭轉民望。中大亞太研究所在10月31日發布特首林鄭月娥民調報告，林鄭的民望較9月份下跌2.7分至25.5分，多達74%的受訪者認為林鄭的表現「不合格」，當中更有32.5%的受訪者給林鄭零分。香港民意研究所在11月12日發報滾動民調報告，市民對特首林鄭月娥的評分更跌破20分的關口，只有19.5分。

## 勳銜
|  |  |  |  |  |  |

| 大紫荊勳章 | 大紫荊勳章 | 大紫荊勳章 | 金紫荊星章 | 金紫荊星章 | 金紫荊星章 |

## 評價

### 自我評價
2022年6月9日，林鄭月娥出席特首任內最後一次立法會答問會，在開場白總結任內工作，慨嘆過去五年驚濤駭浪，值得回顧太多。她說自己不是賣口乖，而是真的很喜歡。她憶述自己2017年就任，政治局面劍拔弩張，是前一年立法會選舉結果所建立，「其後一、兩年間我努力過」，縱使議會政治化，該兩年的施政報告致謝動議都在分組點票獲通過。而在2019年修訂《逃犯條例》觸發政治風波，令林鄭有深刻體會。她指當時是回歸後最嚴峻局面，推動她勇往直前、無畏無懼的是一份強烈的歷史使命感及時代責任感，儘管社會評價不一，但她認為自己交出一份無愧於自己的成績表。她也表示不曾後悔出任特首，令自己熬過那段日子是性格，「有人形容過我，愈困難嘅事就愈興奮」，中央的支持是「好大嘅底氣」，當時中央循循囑咐她「唔洗驚」。最後，她強調自己無一刻想過辭職，認為做人要「有始有終」，自己當選特首曾承諾「會陪伴香港市民走呢段路」，因此無理由臨陣退縮，「條路係直係彎都要繼續行落去」。

### 泛民主派
前民主黨立法會議員認為，2019年反修例運動是林鄭治下的轉捩點，在街頭示威爆發前，議會內外多個界別已極力遊說，但最後她只肯微調，堅持推行。許智峯認為這一役突顯她的專橫，最終覆水難收，令朝野決裂變為「敵對關係」，雙方自此亦再無接觸。無論建制陣營或泛民主派，行政與立法會關係都比五年前更惡劣。「林鄭是歷史罪人，將香港民主自由完全摧毀的一屆特首。她在政治上的破壞比梁振英大得多，任何民生功績都彌補不到。」

### 建制派
香港建制派對林鄭月娥的評價都顯得有保留，而最大建制政黨民建聯的元老級人物、時任行政會議成員葉國謙直言，她的作風得罪不少人。其實她上任時與建制派的關係並不差，有與林鄭月娥交手多年的建制派向《德國之聲》表示，她執行力強，令眾人抱有期望。這位不具名建制派人士稱：「她作風高傲囂張，坐上特首之位後，對建制派的態度也很不屑，許多人對她怨聲載道。」

### 學界
香港大學社會工作及社會行政學系榮休教授周永新表示：「市民與政府、貧與富、有權與無權者之間的隔模很明顯。」總結五年，他指香港陷入前所未見的分裂：「香港面對的是價值觀撕裂、對立，是我記憶所及最嚴重的。社會對於民主、個人權利、自由的看法很分歧，這些最基本的價值觀沒共識，所有事情都會受影響。」

## 影視媒體形象
- 《開心大綜藝》：2021年綜藝節目，由王祖藍扮演藍太，模仿林鄭月娥。